# گربه چکمه‌پوش: سه وروجک
گربه چکمه‌پوش: سه وروجک (انگلیسی: Puss in Boots: The Three Diablos) یک فیلم کوتاه پویانمایی در سبک وسترن، ماجراجویی و کمدی است که در سال ۲۰۱۲ منتشر شد. پوس از شخصیت عنوان قصه پریان «گربه چکمه‌پوش» الهام گرفته شده‌است.